# IC 3066
IC 3066 је спирална галаксија у сазвјежђу Береникина коса која се налази на листи објеката дубоког неба у Индекс каталогу.
Деклинација објекта је + 13° 28' 25" а ректасцензија 12h 15m 16,2s. Привидна величина (магнитуда) објекта IC 3066 износи 14,7 а фотографска магнитуда 15,5. IC 3066 је још познат и под ознакама UGC 7262, MCG 2-31-68, CGCG 69-106, VCC 143, KUG 1212+137, PGC 39181.